# Gle Musa
Gle Musa är en kulle i Indonesien.   Den ligger i provinsen Aceh, i den västra delen av landet, 1 700 km nordväst om huvudstaden Jakarta. Toppen på Gle Musa är 61 meter över havet.
Terrängen runt Gle Musa är platt åt nordväst, men åt sydost är den kuperad. Havet är nära Gle Musa åt nordost. Runt Gle Musa är det ganska tätbefolkat, med 104 invånare per kvadratkilometer.